# Ballana extrema
Ballana extrema är en insektsart som beskrevs av Delong 1964. Ballana extrema ingår i släktet Ballana och familjen dvärgstritar. Inga underarter finns listade i Catalogue of Life.